# Turpinia laxiflora
Turpinia laxiflora är en pimpernötsväxtart som beskrevs av Henry Nicholas Ridley. Turpinia laxiflora ingår i släktet Turpinia och familjen pimpernötsväxter. Inga underarter finns listade i Catalogue of Life.